# Tern Glacier
Tern Glacier är en glaciär i Antarktis. Den ligger i Östantarktis. Nya Zeeland gör anspråk på området. Tern Glacier ligger 829 meter över havet.
Terrängen runt Tern Glacier är kuperad söderut, men norrut är den bergig. Havet är nära Tern Glacier åt sydväst. Trakten är obefolkad. Det finns inga samhällen i närheten. 